# Ahmose (princesa)
| iaH | ms | s | B1 |

| iaH | ms | s | B1 |

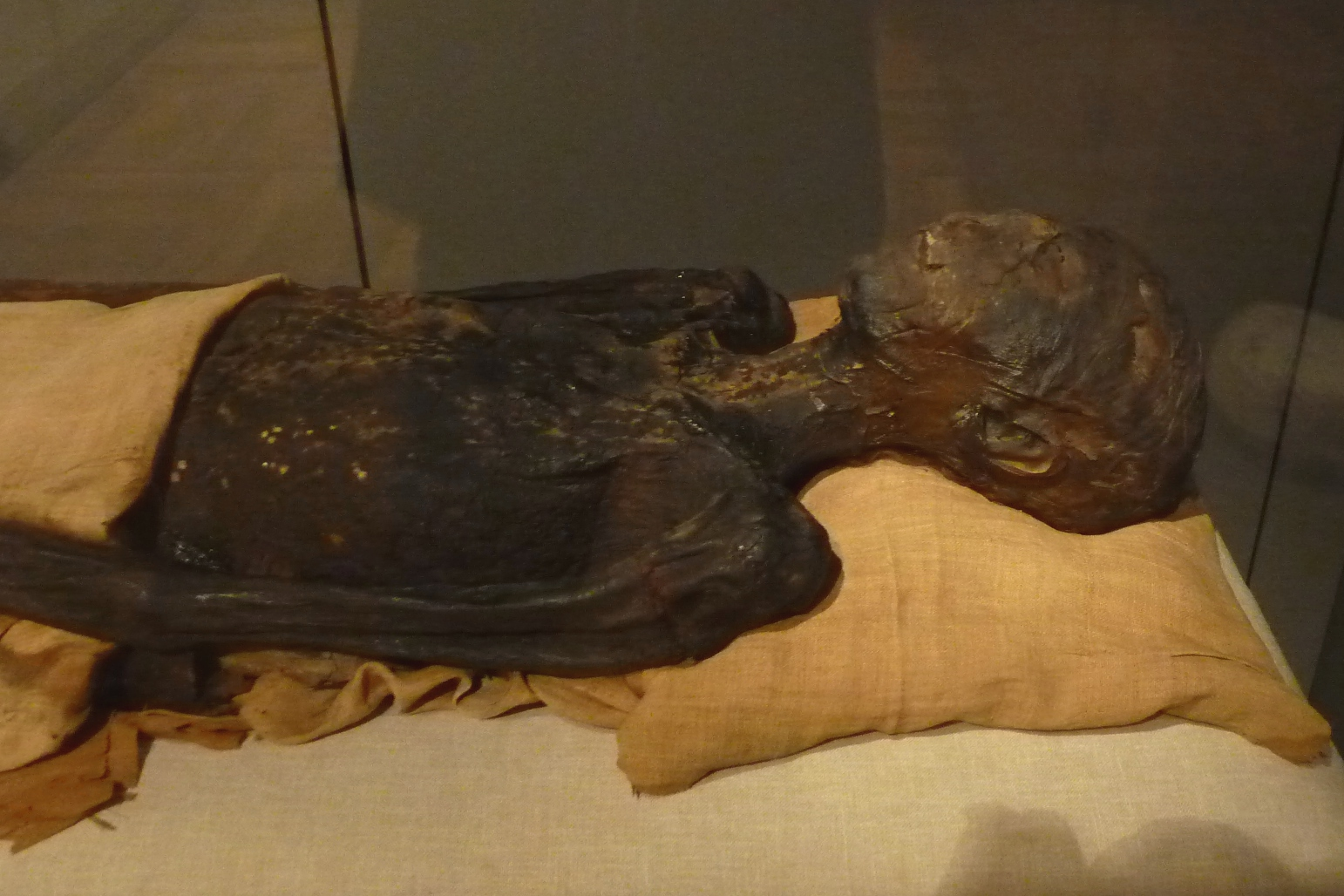
Momia de la princesa Ahmose, en exhibición en el Museo Egipcio de Turín.

Ahmose (“Niño de la Luna”) fue una princesa de la decimoséptima dinastía de Egipto. Es la única hija conocida de Seqenenra Taa y su hermana y esposa Sitdjehuti. Era media hermana del faraón Amosis I y de la reina Ahmose-Nefertari. Sus títulos eran Hija del Rey y Hermana del Rey.
Probablemente falleció durante el reinado de Amenhotep I (decimoctava dinastía) y su momia indica que murió entre los cuarenta y cuarenta y cinco años debido a una afección cardíaca.

## Tumba QV47
Fue enterrada en la tumba QV47 en el Valle de las Reinas. Se cree que su tumba fue la primera construida en aquella zona. La tumba es bastante sencilla y consta de un pozo y una cámara funeraria. La tumba está localizada en un valle subsidiario llamado "Valle del príncipe Amosis". La momia de su hermana, la princesa Ahmose fue descubierta por Ernesto Schiaparelli durante sus excavaciones de 1903-1905 y se conserva en el Museo Egipcio de Turín, Italia. Además de la momia, Schiaparelli también encontró algunos elementos del ajuar funerario que incluyen un fragmento de su sarcófago, sandalias de cuero, y fragmentos de una pieza de lino inscrito con unos 20 capítulos del Libro de los Muertos. Todos los artefactos se guardan también en el museo de Turín.